# ملعب ناغاي
ملعب ناغاي (باليابانية: 大阪市長居陸上競技場) هو ملعب رياضي في أوساكا، اليابان. يعتبر الملعب الرئيسي لنادي دوري الدرجة الأولى الياباني، سيريزو أوساكا. لدى الملعب سعة تقارب 50,000 مقعد. عندما تم افتتاح ملعب ناغاي عام 1964، كان يسع لجلوس 23,000، وكان أول حدث رسمي يقام عليه مباراة كرة قدم خلال الألعاب الأولمبية الصيفية 1964. لكن تم توسيع سعته إلى 50,000 في عام 1996 لكي يستضيف مهرجان اليابان الوطني الرياضي عام 1997. وقد استضاف الملعب أيضاً ثلاث مباريات من كأس العالم لكرة القدم 2002.
الدور الأول
- 12 يونيو: نيجيريا 0 - 0 إنجلترا
- 14 يونيو: تونس 0 - 2 اليابان

ربع النهائي
- 22 يونيو: السنغال 0 - 1 تركيا (بعد الوقت الإضافي)

## وصلات خارجية
- الموقع الرسمي (باليابانية)